# Кивиярви (озеро, Поросозерское сельское поселение, восточное)
Ки́вия́рви — озеро на территории Поросозерского сельского поселения Суоярвского района Республики Карелия.

## Общие сведения
Площадь озера — 1,5 км², площадь бассейна — 83,2 км². Располагается на высоте 186,7 метров над уровнем моря.
Форма озера продолговатая, вытянутая с юго-востока на северо-запад. Берега каменисто-песчаные, частично заболочены.
На озере около десяти островов различной величины, наибольшие из которых Сурисоари, Мянтосоари и Палосоари.
В северо-западной оконечности в озеро втекает, а из юго-восточной — вытекает река Ирста, впадающая в реку Тарасйоки. Также озеро соединено ручьем с озером Гугатъярви.
Ближайший к озеру населённый пункт — посёлок Костомукса, расположенный в 0,8 км к востоку.
Код водного объекта в государственном водном реестре — 01040100111102000016832.

## Панорама

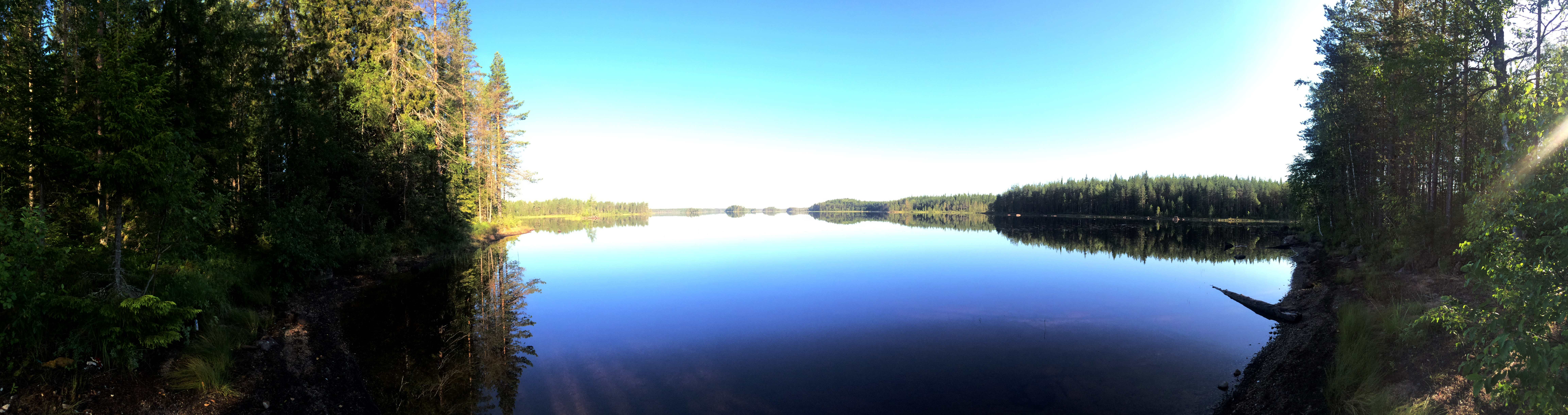
Панорама